# Контент-менеджер
Конте́нт-ме́неджер (также веб-редактор) — управляющий специалист по созданию, распространению и курированию содержимого сайтов, редактор сайтов. В обязанности контент-менеджера входит наполнение сайта текстовой, графической и другими видами информации (контентом). 

## Описание
Стать контент-менеджером проще, имея диплом редактора (специальность «Издательское дело»), журналиста (специальность «Журналистика») или филолога (специальность «Филология»).
Контент-менеджер, в отличие от редактора, непосредственно занимается контентом, то есть работает над формированием содержания материала, тем самым оказываясь если не автором, то соавтором материала. Разработка и функционирование интернет-издания предполагает, что контент-менеджер действует в трёх направлениях: создание контента (информационный аспект), веб-дизайн (эстетический аспект), техническая поддержка (технический аспект).
Контент-менеджер должен уметь создавать, редактировать и оптимизировать текстовый материал для веб-ресурса; обладать навыками работы с графикой и видео для создания и редактирования графического контента; сотрудничать с внештатными и штатными специалистами; управлять рассылками и развивать тематические сообщества в социальных сетях; управлять интернет-рекламой и контекстной рекламой; знать основы HTML и CSS, быть опытным пользователем ПК и Интернета; использовать другие веб-технологии для обеспечения правильной работы сайта и устранения ошибок.
Работа с веб-проектом включает в себя разработку, позиционирование, продвижение и поддержку веб-компонентов редакционно-издательской деятельности, привлечение пользователей к веб-ресурсу, интернет-маркетинг, анализ текущей активности в сети, оценку технологической подготовленности конкурентов, экспертизу и контроль качества сайта, мониторинг капитализации и ликвидности проекта, а также поиск и привлечение инвестиций.
Контент-менеджер может использовать в работе гайдлайн для систематизации и качественного отображения всего графического и текстового контента на веб-ресурсе.
Работа контент-менеджера включает и управление фрилансерами, и другими подрядчиками, выполняющими работы по поддержанию работоспособности сайта, расширению его функциональности и созданию материалов, превосходящих по качеству материалы, создаваемые самим контент-менеджером.
Ещё одной возможной управленческой функцией контент-менеджера может быть налаживание бизнес-процессов внутри компании, связанных с работой сайта: сбор новостей для рассылки, отслеживание новинок для каталога и сбор информации о товарах, а также офлайновая составляющая работы с запросами пользователей сайта (обработка заказов, предоставление консультаций и поддержка объявленных на сайте акций и прочее). Чаще всего данные функции исполняет верстальщик и оператор колл-центра.
На практике контент-менеджер может вносить текст или графические элементы в различные системы:
1. непосредственно в админку сайта;
2. в 1С или другую аналогичную систему (если все материалы автоматически подгружаются на сайт из 1С);

Также текст может храниться в таблицах, которые размещаются на сервере и по определенным правилам автоматически подгружают текстовое описание на сайт.
Графический контент может также храниться на выделенном сервере, VDS или на хостиге в определенной структуре папок. И передаваться на сайт по определенным правилам.
Не стоит путать профессии постера, оператора базы данных и комьюнити-менеджера с работой контент-менеджера. Постер только лишь размещает предоставленную ему информацию на сайте. Оператор баз данных наполняет информацией каталог по заданным контент-менеджером стандартам. Контент-менеджер составляет технические задания для перечисленных сотрудников, контролирует выполнение работ и проверяет её результаты.
Контент-менеджер также выполняет на базовом уровне маркетинговую работу по выявлению потребностей целевой аудитории. В идеале, реализуемая им контент-стратегия - это составляющая единой маркетинговой стратегии продвижения компании и её продуктов.
Фактически контент-менеджер — это управляющий продвижением интернет-проектов с навыками SEO-продвижения сайта (внутреннего и внешнего). Контент-менеджер берёт на себя ответственность за развитие веб-ресурса. Он действует согласно принятой маркетинговой гипотезе и умеет проанализировать полученные в ходе её реализации статистические данные, чтобы скорректировать свои действия. Если в компании качественно выполняется измерение бизнес-показателей, то работу контент-менеджера необходимо привязать к ним.

## Плюсы профессии
- Совершенствование сразу в нескольких предметных областях работы с веб-сайтом и целевой аудиторией — идеальное начало карьеры.
- Участие в самых сложных и интересных маркетинговых мероприятиях, возможность переключаться с рутинной монотонной работы на творческую и обратно.
- Полезные знакомства и общение с отраслевыми (для компании) специалистами, ИТ-специалистами, маркетологами, продавцами и предпринимателями.
- Получение богатого опыта, который можно применять для продвижения собственных веб-проектов, в том числе монетизируемых, что позволяет создавать источники пассивного дохода.
- При качественном планировании можно совмещать с учёбой и другой работой.
- Достаточно высокая в некоторых компаниях оплата труда и возможность масштабировать её в зависимости от выполняемых бизнес-задач.

## Минусы профессии
- Малая подвижность, большая нагрузка на зрение.
- Мало карьерных перспектив именно внутри профессии. Чтобы расти, нужно переходить в другое направление по работе с контентом или в маркетинг.
- Зависимость от качества работы смежных специалистов, актуальности программного обеспечения и применяемых веб-решений, деловых навыков коллег.
- Необходимость принимать решения в условиях ограниченности информации и ресурсов, заменять собой сразу несколько специалистов.
- Необходимость убеждать работодателя следовать стандартам индустрии и данным статистики, а не собственным вкусам и поверхностным представлениям.
- В первое время коллеги и руководители могут воспринимать контент-менеджера, как специалиста «по компьютерам» или как помощника руководителя, предлагая выполнять непрофильные поручения.
- Систематическая работа за компьютером, которая может сказаться на здоровье.